# MMV
Albums de Venom
Kissing the Beast
(2002) Metal Black
(2006)
MMV est un box set du groupe de heavy metal britannique Venom. Il contient 4 CD, un livret et un poster.
Sortie en 2005 sur le label Sanctuary Records et réalisée par Cronos lui-même, il s'agit d'une anthologie entièrement consacrée au line-up originel Cronos/Mantas/Abaddon. Aucun titre des autres périodes du groupe n'y figure.
Les périodes couvertes par cette anthologie sont donc les années 1979-1986 ("âge d'or" du groupe) et les années 1995-1998 (reformation du line-up classique)
Un seul titre issu de l'album Calm Before The Storm figure sur cette anthologie ("The Chanting Of The Priests"), mais il s'agit d'une version live non-définitive enregistrée avec Mantas.
Le dernier disque réunit pour la première fois sur CD des extraits des EP de la série "Assault", objets collectors jamais réédités.
Le boîtier de cette anthologie contient également une nouvelle biographie du groupe par le critique rock Malcolm Dome et un poster reproduisant l'affiche de la tournée The Seven Dates Of Hell.

## Liste des morceaux
Disque 1
- 1. Black Metal (remix)
  2. Bloodlust (single)
  3. In League With Satan (single)
  4. Welcome To Hell
  5. Sons Of Satan
  6. Schizoid
  7. One Thousand Days In Sodom
  8. Live Like An Angel, Die Like A Devil (single)
  9. In Nomine Satanas (single)
  10. Bitch Witch (outtake)
  11. Manitou (bonus track)
  12. Countess Bathory
  13. Heaven's On Fire
  14. To Hell And Back
  15. Acid Queen (single)
  16. Hounds Of Hell (outtake)
  17. Raise The Dead (demo w/ Clive Archer)
  18. Red Light Fever (demo w/ Clive Archer)
  19. Angel Dust (demo w/ Clive Archer)
  20. Die Hard (single)
  21. At War With Satan (Intro+Preview)

Disque 2
- 1. Intro Tape '83/'84
  2. At War With Satan
  3. At War With Satan (TV Adverts)
  4. Rip Ride
  5. Cry Wolf
  6. Stand Up (And Be Counted)
  7. Lady Lust (single)
  8. Seven Gates Of Hell (single)
  9. Warhead (single)
  10. Venom Radio I.D.
  11. Angel Dust (Lead Weight)
  12. Mystique
  13. Wing And A Prayer
  14. Possessed (remix)
  15. Intro Tape '85/'86
  16. Nightmare (single)
  17. Satanachist
  18. F.O.A.D. (single)

Disque 3
- 1. Intro (bonus track)
  2. Bloodlust (bonus track)
  3. The Evil One
  4. All Devils Eve
  5. God's Forsaken
  6. Judgement Day
  7. Senile Decay (outtake)
  8. Snots Shit (outtake)
  9. Dead On Arrival (outtake)
  10. Sadist (Mistress Of The Whip)
  11. The Chanting Of The Priests (live)
  12. Buried Alive / Love Amongst The Dead (live)
  13. Flytrap (live)
  14. Welcome To Hell / Bloodlust (live)
  15. Witching Hour (live)
  16. Teacher's Pet / Poison / Teacher's Pet (live)

Disque 4
- 1. Nightmare (Scandinavian Assault)
  2. Too Lowd For The Crowd (Scandinavian Assault)
  3. Bloodlust (Scandinavian Assault)
  4. Black Metal (German Assault)
  5. Bursting Out (French Assault)
  6. Seven Gates Of Hell (American Assault)
  7. Countess Bathory (American Assault)
  8. Welcome To Hell (American Assault)
  9. Warhead (Scandinavian Assault)
  10. Die Hard (Canadian Assault)
  11. In Nomine Satanas (Canadian Assault)
  12. Buried Alive (German Assault)
  13. Manitou (French Assault)
  14. Metro Radio Interview (German Assault)
  15. Venom (bonus track)

## Musiciens
- Cronos (Conrad Lant) : chant, basse
- Mantas (Jeffrey Dunn) : guitare
- Abaddon (Anthony Bray) : batterie, sample
- Clive Archer : chant